# Technè
Ne doit pas être confondu avec Techné.

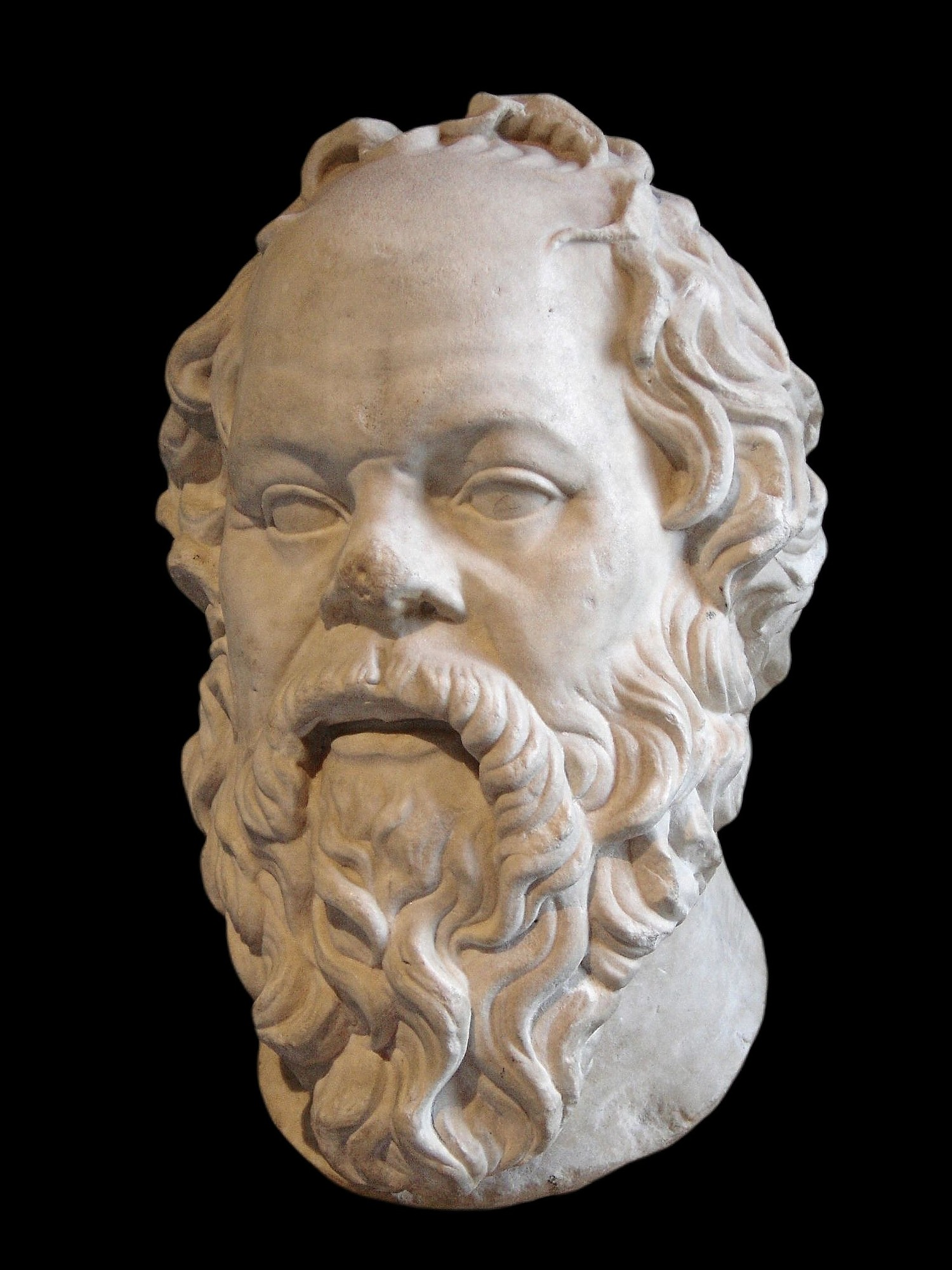
Portrait de Socrate. Marbre, œuvre romaine du Ier siècle, peut-être une copie d'un bronze perdu réalisé par Lysippe.

La technè, ou tekhnè, du grec ancien τέχνη / tékhnē, est un concept philosophique qui désigne la production, la fabrication, ou encore l’action efficace. Notion majeure dans la philosophie occidentale, elle apparaît dans la philosophie grecque durant l'Antiquité. C'est également le nom de la personnification de ce concept.

## Concept

### Chez Platon
Platon utilise le terme pour désigner un savoir réfléchi sur une méthode de fabrication. Il est souvent dépeint comme étant en possession des dieux comme Prométhée. Il ne développe toutefois pas de théorie de la technè ; le terme n'est donc pas utilisé d'une manière spécifiquement philosophique. Dans l'un des dialogues socratiques, Socrate utilise le terme dans l'acception grecque classique, c'est-à-dire la technique de fabrication. Ainsi, affirme-t-il, savoir reconnaître les opportunités (le kairos) fait partie de la technique de production.
Les ambiguïtés entourant l'utilisation du concept font de la technè un des concepts de Platon les plus discutés.

### Chez Aristote
Le concept de technè est utilisé par Aristote tout au long de son œuvre. Dans le premier livre de la Métaphysique, il écrit que la technique est le propre de l'homme, qui peut s'améliorer dans un processus de production grâce à sa mémoire. En effet, dit-il, « chez les hommes, c'est de la mémoire que naît l'expérience : la multiplicité de leurs souvenirs d'une même chose en vient à rendre possible une unique expérience [...] La technique naît lorsqu'une unique conception générale sur des choses semblables se forme à partir de plusieurs notions expérimentales ». La technè exige ainsi le logos, c'est-à-dire l'utilisation de la raison.
La technè est par conséquent distinguée de la praxis, qui est la sphère de l’action proprement dite.

### Dans la scolastique
Au Moyen Âge, la notion de techne est reprise, mais elle n'est pas considérée comme un savoir noble. Elle s'intéresse au « comment » et est enseignée dans les écoles d'Abaco. L'autre partie du savoir, l'épistémè, s'intéresse au « pourquoi ». C'est le savoir « noble ». Il est enseigné dans les studia humanitatis.

### Chez Marx
Karl Marx mobilise le concept dans une perspective matérialiste. La technè recouvre un sens large chez Marx, car elle désigne non seulement la production, mais le contexte société et le processus historique dont la production découle.

### Chez Heidegger
La technè fait l'objet d'une réflexion métaphysique chez Martin Heidegger. Il écrit que dans la technè, « le savoir-faire est dirigé vers le poieton, vers ce qui est à produire et donc ce qui ne l'est pas encore ».

### Chez Simondon
Gilbert Simondon argumente lui dans le sens d'un retour de la technique dans le giron de la culture humaine. La technique devrait être considérée comme un mode culturel d'être au monde, comme la religion ou encore la science, car l'opposition entre l'homme et la machine est artificielle. Il faut par conséquent réintroduire dans la culture « la conscience de la nature des machines ».

### Dans l'école de Francfort
L'École de Francfort pense la technique dans le cadre de la société qui l'emploie. Herbert Marcuse se montre critique à son égard en opposant une conception innocente (neutralité morale) de la technique, et une autre, désabusée, qui est celle de la technique qui suggère par elle-même des finalités. Marcuse écrit que « Ce n'est pas après coup seulement, et de l'extérieur, que sont imposés à la technique certaines finalités et certains intérêts appartenant en propre à la domination. Ces finalités et ces intérêts entrent déjà dans la constitution de l'appareil technique lui-même ».
Jürgen Habermas pense également la technique avec suspicion. Dans La technique et la science comme idéologie, il écrit que « l'évolution du système social paraît être déterminée par la logique du progrès scientifique et technique ». La technique permettrait de légitimer une forme de gouvernance publique qui soit, non pas politique, mais purement administrative (bureaucratie).